# Platinum Weird
Platinum Weird var en musikgrupp bildad 2004, bestående av David A. Stewart (från Eurythmics) och Kara DioGuardi.
Gruppen var föremål för en mockumentary, som hävdade att gruppen var från 1974.

## Diskografi
Album
- Make Believe (2006)
- Platinum Weird (2007)

Singlar
- "Will You Be Around" (2006) ( promo)